# Halabja
Pronunciação
Halabja (curdo: ههڵهبجه Helebce), é uma cidade no Curdistão iraquiano e capital da provincia de Halabja, está situada cerca de 240 km a nordeste da Bagdá e a 15 km da fronteira iraniana.
Os curdos na cidade de Halabja geralmente falam apenas o  dialeto curdo Sorâni, mas alguns moradores das aldeias vizinhas falam o dialeto Hewrami.

## História

### História Antiga
Halabja tem uma longa história. O cemitério inclui os túmulos de várias figuras históricas, como Ahmed Mukhtar Jaf, Tayar Bag Jaf e Adila Khanim. Em agosto de 2009, três túmulos do século XVII foram descobertos no distrito de Ababile.
Isto sugere que a cidade é mais antiga do que o indicado por algumas fontes, que afirmam que ela foi construída pelo Império Otomano em 1850. Contudo, os desenvolvimentos modernos datam do início do século XX. A estação de correios, inaugurada em 1924 e a abertura da primeira escola no ano seguinte. A energia elétrica só chegou à cidade em 1940.
No início do século XX, havia muitos  soldados britânicos estacionados em Halabja. Durante a Primeira Guerra Mundial, Adela Khanum salvou a vida de vários soldados britânicos, resultando na Grã-Bretanha honrá-la com o título Khan Bahadur, Princesa dos Bravos. Ela também foi responsável pela construção de uma nova prisão, a criação de um Tribunal de Justiça, da qual foi a primeira presidente e a construção de um novo bazar.

### Ataque químico

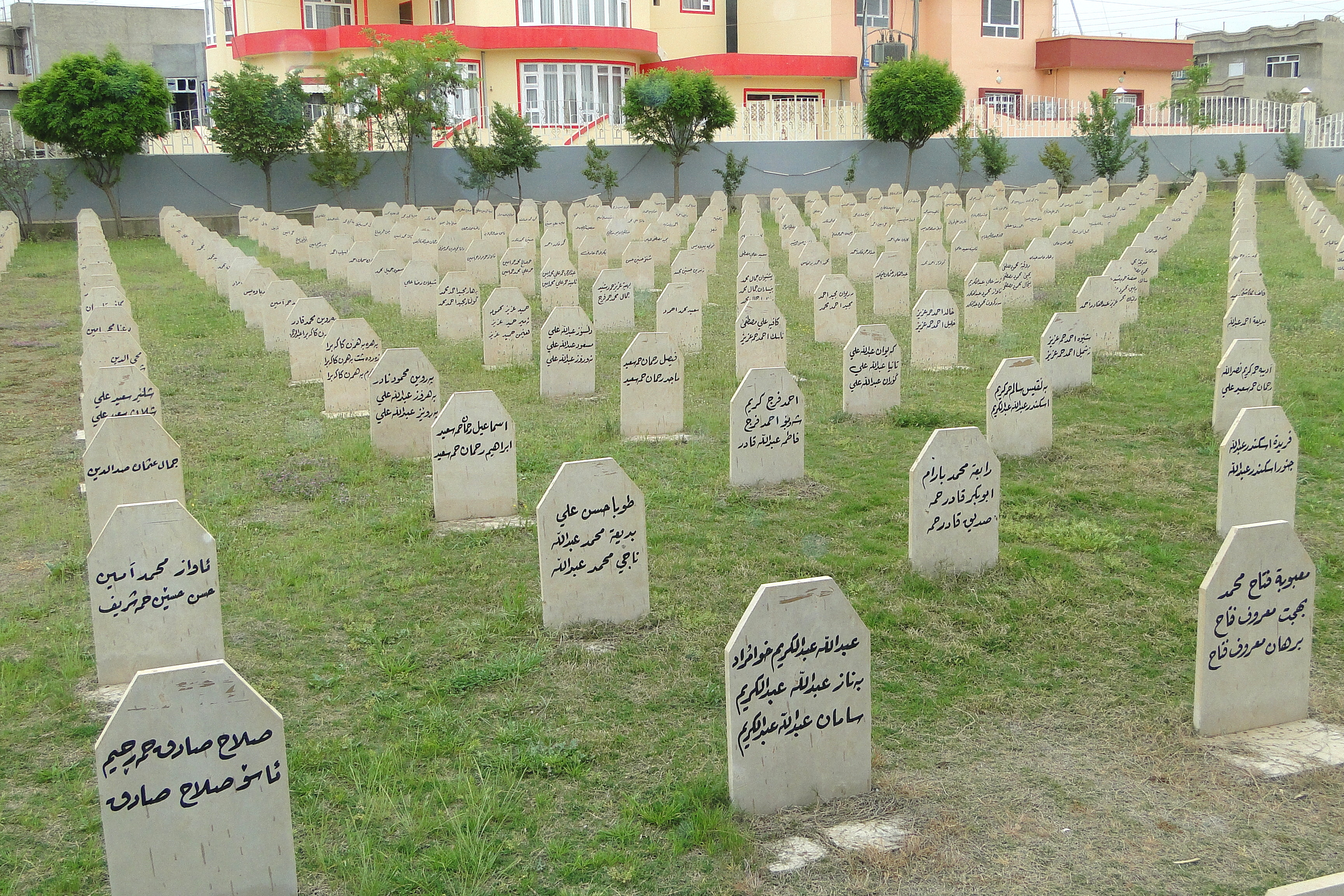
Túmulo das vítimas dos ataques.

Os guerrilheiros curdos Peshmerga, apoiado por Irã, liberaram Halabja na fase final da Guerra Irã-Iraque. Em 16 de março 1988, após dois dias de ataques de artilharia convencional, aviões iraquianos lançaram bombas de gás na cidade. A cidade e o distrito circundante foram atacados com bombas, fogo de artilharia e armas químicas, a última das quais se mostrou mais devastadora. Pelo menos 5.000 pessoas morreram como resultado imediato do ataque químico e estima-se que mais de 7.000 pessoas foram feridas ou sofreram da doença. A maioria das vítimas do ataque à cidade de Halabja eram civis curdos.